# Tibor Andrašovan
Tibor Andrašovan 	(3. dubna 1917, Slovenská Ľupča, Uhersko – 14. června 2001, Bratislava, Slovensko) byl slovenský hudební skladatel a dirigent.

## Život
Tibor Andrašovan se narodil 3. dubna 1917 jako jedno z devíti dětí kováře ve Slovenské Ľupči. V roce 1920 se rodina přestěhovala do Banské Bystrice a otec změnil svoje povolání na řezníka. Využil konjunkturu a velmi zbohatl. V roce 1928 ho ale postihla hospodářská krize a přišel o celý majetek. V zoufalství spáchal sebevraždu. V důsledku této situace se Tibor Andrašovan už v 15 letech musel živit sám. Při studiu hrával jako klavírista v tanečních školách, kavárnách a v době prázdnin i po barech. Zúčastnil se Slovenského národního povstání. Po válce, v době svého působení v Bratislavě, vystupoval jako hudebník na mnoha schůzích a manifestacích Komunistické strany Slovenska.
Dne 25. června 1949 se oženil v bulharské Varně. Jeho manželkou se stala Bulharka Ivanka Dimitrova Stoičkova.
Zemřel v Bratislavě 14. června 2001. Je pochován v Bratislavě na hřbitově v Slávičom údolí.

## Studia
V roce 1937 odmaturoval na Učitelském ústavu v Banské Bystrici. V letech 1937–1941 studoval na Filosofické fakultě Univerzity Komenského v Bratislavě, obor hudební věda, kde získal aprobaci pedagoga pro učitelské akademie. Od roku 1940 do 1945 byl současně i studentem Konzervatoře v Bratislavě, studoval zde skladbu u profesora Eugena Suchoně, a dirigování u Josefa Vincourka a Kornela Schimpla. V roce 1947 konzervatoř absolvoval. V době svých posledních prázdnin byl na kurzu mistrovské školy v Praze. V roce 1945 absolvoval kurzy orchestrálního dirigování u Pavla Dědečka a sborového dirigování u Miroslava Doležila v Praze. Současně studoval na Filosofické fakultě Karlovy univerzity u profesora Zdeňka Nejedlého a Josefa Huttery.

## Působení
V roce 1937, prakticky ihned po maturitě, se stal učitelem v Mýtě pod Ďumbierem. Přitom ale studoval hudbu. Po absolvování Filosofické fakulty UK od 1. září 1941 nastoupil jako středoškolský profesor na Učitelské akademii v Modře a od roku 1944 působil jako státní profesor na Učitelské akademii v Bratislavě až do 31. srpna 1946. V době Slovenského národního povstání pracoval ve „Svobodném slovenském vysílači v Banské Bystrici“ a to až do potlačení povstání. Po zákazu činnosti vysílače utekl do hor. Po skončení druhé světové války se usadil v Bratislavě, kde byl pověřen zestátnit „Uršulínský cirkevní učitelský ústav v Bratislavě“.
Od 1. září 1946 působil jako korepetitor a kapelník scénické hudby ve Slovenském národním divadle, až do 31. srpna 1947. Mezitím v době od 1. října 1946 až do 31. prosince 1946, vykonával vojenskou službu. Do funkce dramaturga opery Slovenského národního divadla v Bratislavě nastoupil 1. března 1951. Tuto funkci vykonával do 31. srpna 1951, a potom opětovně od ledna 1952. V letech 1955–1957 byl uměleckým ředitelem Slovenského lidového uměleckého kolektivu. Potom v letech 1957–1968 působil jako umělec ve svobodném povolání. Uměleckým ředitelem Slovenského lidového uměleckého kolektivu se stal opět v letech 1968–1972 a od 1972 účinkoval znova jako umělec ve svobodném povolání.

## Tvorba
Tibor Andrašovan je pokládán za zakladatele slovenské baletní tvorby. Byl autorem oper, filmové a scénické hudby, sborové a symfonické hudby, skladeb pro slovenské soubory. Známé jsou jeho úpravy lidových písní.
Napsal hudbu k filmu „Rodná zem“, a též k filmu „1. máj“, který byl věnován jako dar k IX. Sjezdu Komunistické strany. Jeho dílem je i hudba k baletu „Píseň míru“, který byl v repertoáru Slovenského národního divadla. V roce 1949 dostal národní cenu za filmovou kompozici „Píseň strojů“.

## Z jeho další tvorby
- opera Šibal Geľo (Figliar Geľo)
- opera Bílá nemoc
- opereta Pánská volenka
- balety Orfeus a Eurydika
- balet Slavnosti slunovratu
- balet Ikarus
- skladby pre slovenské soubory
- úpravy lidových písní
- sbory
- filmová hudba
- scénická hudba